# گمینا ژزاوا
گمینا ژزاوا (به لهستانی:  Gmina Rzezawa) یک گمینا در لهستان است که در شهرستان بوخنگا واقع شده‌است. گمینا ژزاوا ۸۵٫۴۸ کیلومتر مربع مساحت و ۱۰٬۴۷۳ نفر جمعیت دارد.